# Strategic Airlift Capability
Lo Strategic Airlift Capability (SAC) è un programma internazionale che consente alle nazioni partecipanti di accedere al trasporto aereo strategico e al trasporto aereo tattico tramite la condivisione di tre Boeing C-17 Globemaster III. Sebbene il programma sia stato concepito in seno alla NATO, esso comprende anche due nazioni aderenti al Partenariato per la pace ed è dotato di organi dirigenziali propri.

## Storia
Nel 2006 Bulgaria, Repubblica Ceca, Danimarca, Estonia, Italia, Lettonia, Lituania, Paesi Bassi, Polonia, Romania, Slovacchia, Slovenia e Stati Uniti d'America firmarono una lettera di intenti per acquistare 3 o 4 Boeing C-17 da stanziare presso la base aerea di Ramstein come parte del progetto NATO Strategic Airlift Capability.
Il 23 settembre 2008 10 nazioni della NATO (Repubblica Ceca, Danimarca, Italia, Lettonia e Slovacchia uscirono dall'accordo e vi entrarono Norvegia e Ungheria), Finlandia e Svezia firmarono un memorandum d'intesa per attivare il programma Strategic Airlift Capability. Il 14 luglio 2009 lo Strategic Airlift Capability ha ricevuto il suo primo C-17, di nuova costruzione, e l'ultimo dei tre esemplari è stato consegnato il 12 ottobre 2009. Gli aerei e il comando sono basati presso la base aerea di Pápa in Ungheria. Nel novembre 2012 l'Heavy Airlift Wing, lo stormo di volo, ha raggiunto la piena capacità operativa.

## Organizzazione
Lo Strategic Airlift Capability è diviso in due branche: l'Heavy Airlift Wing è lo stormo che gestisce le operazioni di volo, lo Strategic Airlift Capability Steering Board e il NATO Airlift Management (NAM) Programme sono gli organi governativi.
Lo Strategic Airlift Capability Steering Board è l'ente amministrativo dell'Heavy Airlift Wing e si occupa della gestione degli assetti in dotazione al reparto. Il NAM Programme è parte della NATO Support and Procurement Organisation (NSPO) ed è responsabile per conto della NATO della gestione degli assetti dell'intero programma e della fornitura di servizi finanziari, logistici e amministrativi alle nazioni partner. Il NAM Programme è a sua volta diviso in NAM Programme Board e NAM Programme Office, al servizio rispettivamente del SAC Steering Board e dell'Heavy Airlift Wing.
Ciascuna nazione dispone di un monte ore predefinito del quale può usufruire senza richiedere una consultazione con gli altri membri; il totale delle ore di volo disponibili annualmente è di 3 165.

### Stati partecipanti
- Bulgaria
- Estonia
- Finlandia
- Lituania
- Norvegia
- Paesi Bassi
- Polonia
- Romania
- Slovenia
- Stati Uniti
- Svezia
- Ungheria

## Missioni
La prima missione del programma è stata svolta il 13 agosto 2009 trasportando personale americano dalla base aerea di Ramstein all'aeroporto di Pristina. A partire dal 2009 lo Strategic Airlift Capability è stato impiegato per svolgere missioni di trasporto nell'ambito dell'ISAF e dell'Operazione Resolute Support in Afghanistan, per trasportare aiuti umanitari ad Haiti e in Pakistan nel 2010, durante le operazioni militari in Libia nel 2011, nelle missioni delle Nazioni Unite e dell'Unione Europea in Mali e Repubblica Centrafricana.
Il SAC ha fornito assistenza alle autorità polacche in seguito all'incidente del Tu-154 presidenziale e ha fornito supporto durante le investigazioni del volo Malaysia Airlines 17.

### Flotta
La flotta a disposizione del SAC consiste di 3 Boeing C-17 Globemaster III operati dall'Heavy Airlift Wing registrati in Ungheria con i codici SAC-01, SAC-02 e SAC-03 e stanziati presso la base aerea di Pápa.

Aerei dello Strategic Airlift Capability
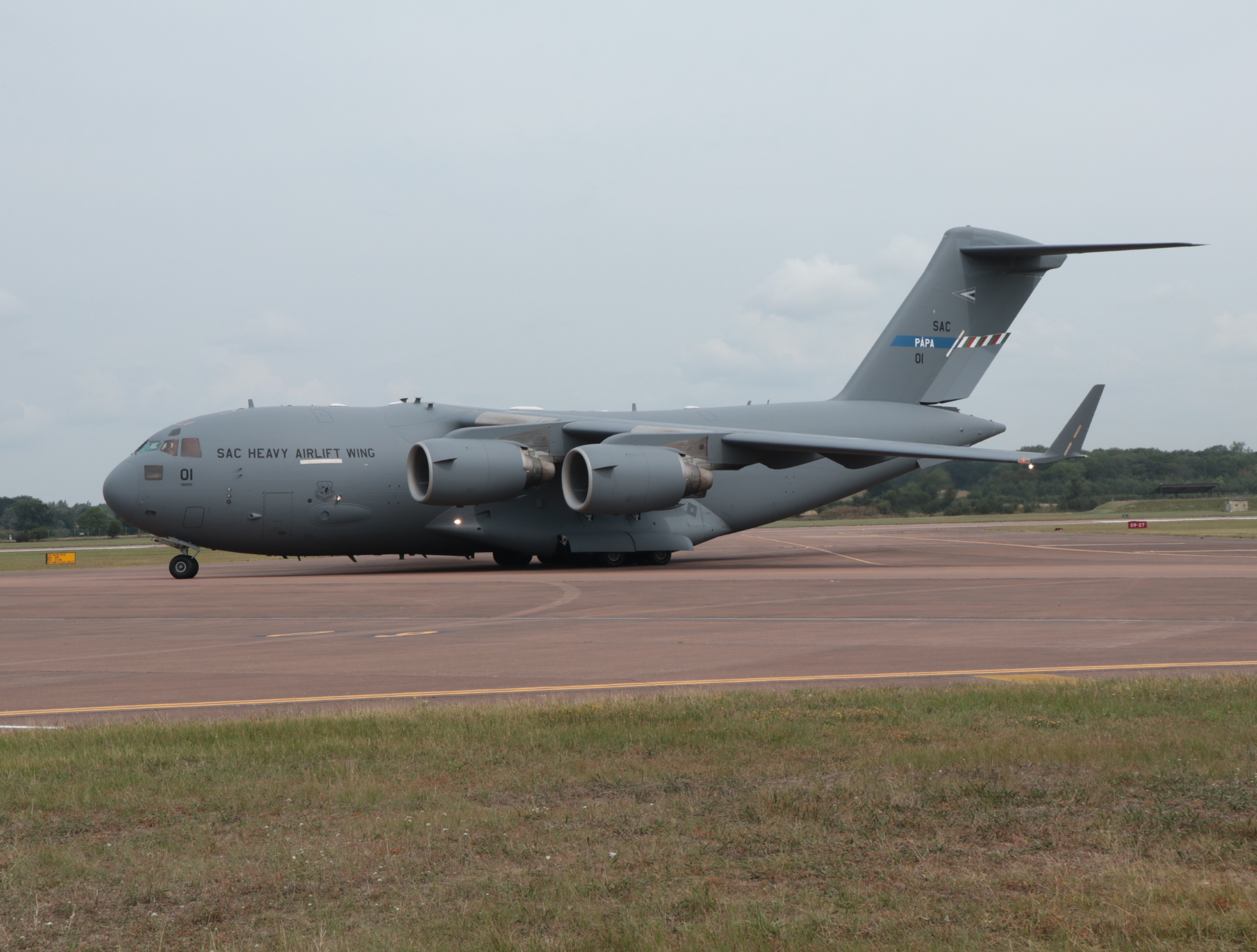
SAC-01
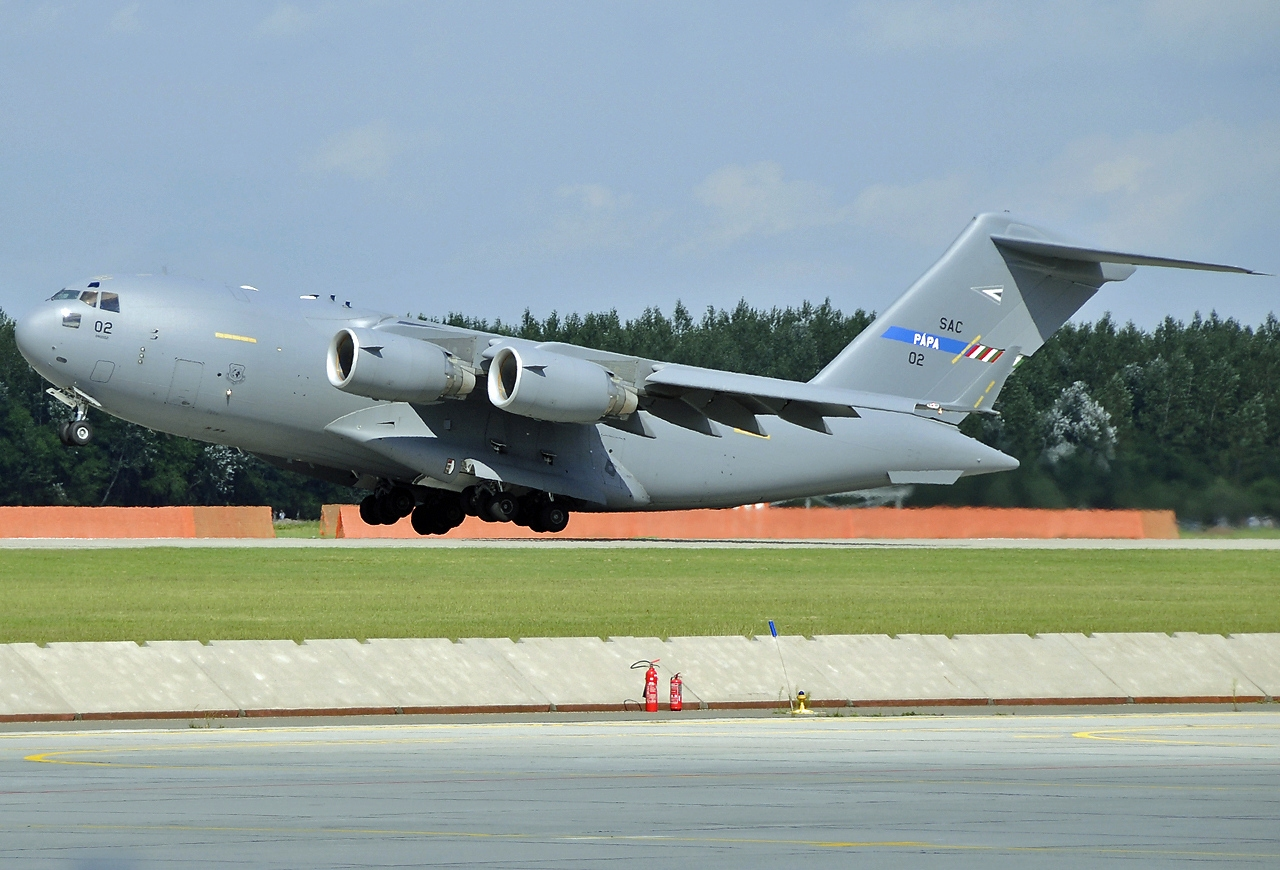
SAC-02
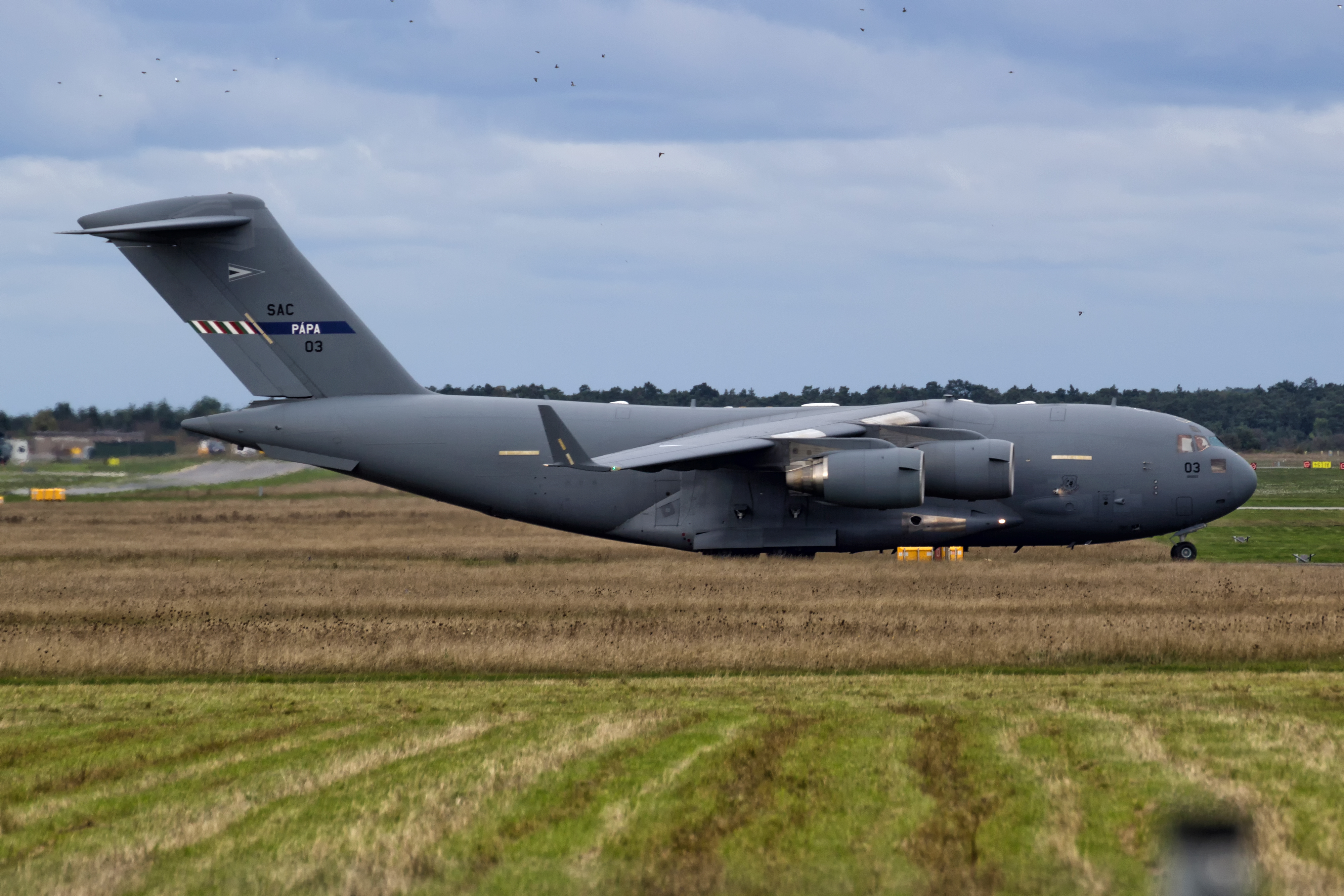
SAC-03